# Аццурти, Драгутин
Драгу́тин А́ццурти (хорв. Dragutin Accurti; 1829, Сень — 7 августа 1885, Загреб) — хорватский государственный деятель. Депутат Хорватского сабора от города Сень (1865—1867) и жупании Приморско-Горанска (1869—1871).

## Биография
Младший брат Йосипа Аццурти. В 1846 году обучался философии и праву. Через восемь лет устроился на работу в Цесарско-королевскую греческую гимназию. С 1856 по 1859 год Аццурти работал чиновником в австрийском консульстве в Шкодере и Дурресе. В это же время он вёл переписку с Франьо Курелацем и Фаустином Суппе и собирал данные об Албании для Югославского исторического общества. В первой половине 1861 года он получил должность секретаря Народного читального зала Карловаца, что позволило ему стать редактором газеты Карловацкий вестник (хорв. Karlovački viestnik). В том же году он был избран бухгалтером города Риека, куда и переехал в том же году.
В 1865 году он был избран депутатом Хорватского сабора от своего родного города. В течение своего двухлетнего заседательства в парламенте он получил пост великого судьи города Нови-Винодолски. В 1869 году он вернулся в парламент, чтобы представлять там жупанию Приморско-Горанска. Покинув этот пост в 1871 году, Аццурти был избран великим судьёй города Врбовско.